# Cerca-Carvajal
Cerca-Carvajal (em crioulo, Sèka Kavajal), é uma comuna do Haiti, situada no departamento do Centro e no arrondissement de Hinche.
De acordo com o censo de 2003, sua população total é de 17571 habitantes.